# Wanakerta (Cibatu)
Wanakerta is een bestuurslaag in het regentschap Garut van de provincie West-Java, Indonesië. Wanakerta telt 7632 inwoners (volkstelling 2010).